# Кумар, Ашок (хоккеист на траве)
Ашок Кумар (хинди ਅਸ਼ੋਕ ਕੁਮਾਰ, англ. Ashok Kumar, 1 июня 1950, Джханси, Индия) — индийский хоккеист (хоккей на траве), нападающий. Бронзовый призёр летних Олимпийских игр 1972 года. Чемпион мира 1975 года.

## Биография
Ашок Кумар родился 1 июня 1950 года в индийском городе Джханси.
Начал играть в хоккей в шесть лет. Выступал за школьную команду, Раджастханский университет (1966—1967) и студенческую сборную Индии (1968—1969), сборную Уттар-Прадеша. Впоследствии перебрался в Калькутту, где выступал за Бенгалию, «Мохун Баган» и Индийские авиалинии.
В 1970 году дебютировал в сборной Индии.
В 1972 году вошёл в состав сборной Индии по хоккею на траве на Олимпийских играх в Мюнхене и завоевал бронзовую медаль. Играл на позиции нападающего, провёл 9 матчей, забил 3 мяча (два в ворота сборной Мексики, один — Нидерландам).
В 1976 году вошёл в состав сборной Индии по хоккею на траве на Олимпийских играх в Монреале, занявшей 7-е место. Играл на позиции нападающего, провёл 8 матчей, забил 2 мяча в ворота сборной Малайзии.
В течение карьеры завоевал полный комплект медалей чемпионата мира: в 1971 году выиграл бронзу в Барселоне, в 1973 году — серебро в Амстелвене, в 1975 году — золото в Куала-Лумпуре.
В 1970, 1974 и 1978 годах в составе сборной Индии трижды завоёвывал серебряные медали хоккейных турниров летних Азиатских игр.
По окончании спортивной карьеры работал менеджером команды Индийских авиалиний.
В 2014 году получил от правительства Уттар-Прадеша награду «Яш Бхарти Самман».

## Семья
Отец Ашока Кумара — легендарный индийский хоккеист Дхиан Чанд (1905—1979), трёхкратный олимпийский чемпион 1928, 1932 и 1936 годов.
Дядя Руп Сингх (1908—1977) — двукратный олимпийский чемпион, играл вместе с Чандом на Олимпиадах 1932 и 1936 годов.